# Capela de Nossa Senhora dos Remédios (Angra do Heroísmo)

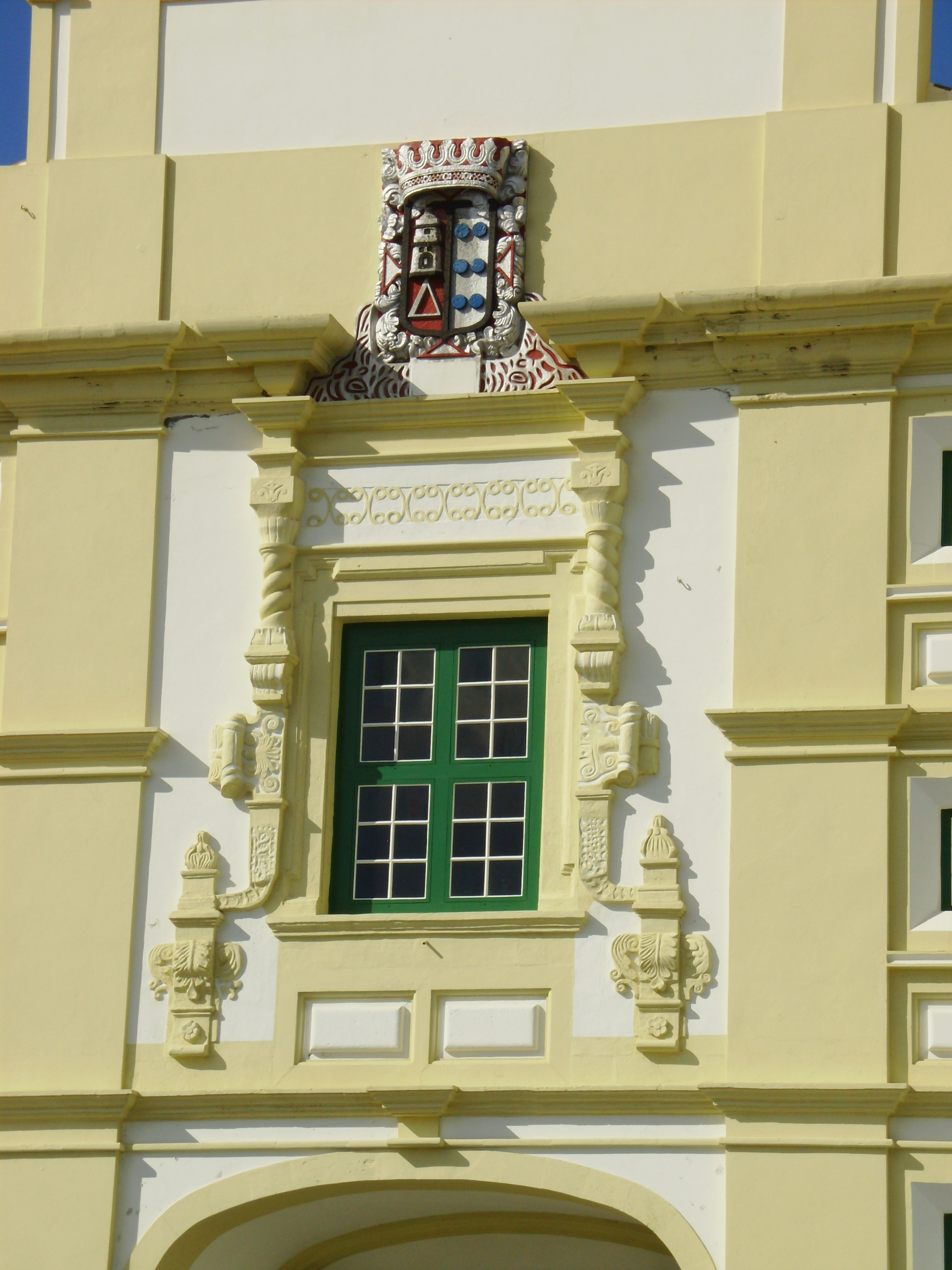
Capela de Nossa Senhora dos Remédios: detalhe da portada com o brasão de armas dos Canto e Castro.

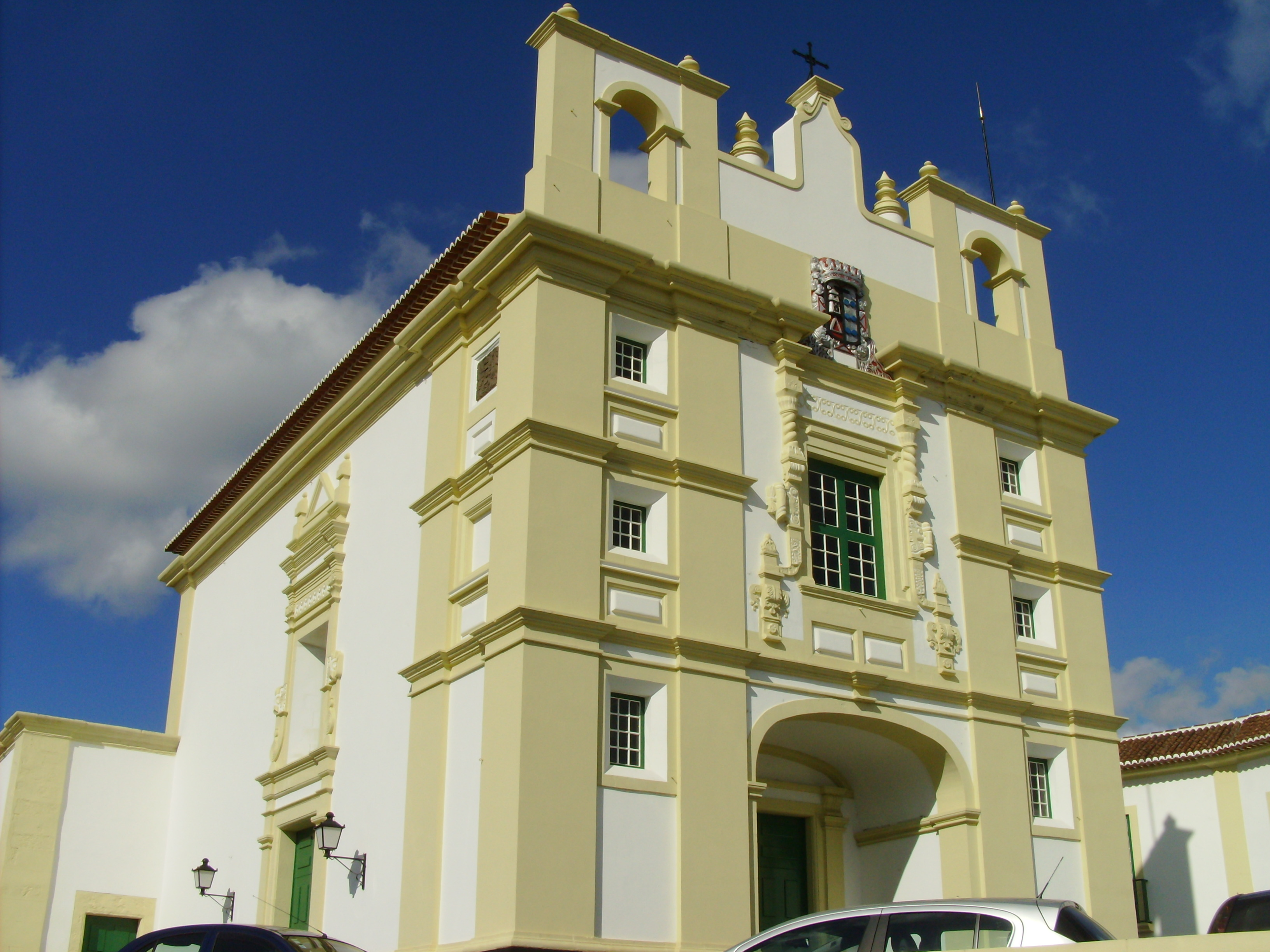
Capela de Nossa Senhora dos Remédios, Angra do Heroísmo: vista lateral.

A Capela de Nossa Senhora dos Remédios, também referida como Igreja do Orfanato do Beato João Baptista Machado, localiza-se no bairro do Corpo Santo, no centro histórico e no Município de Angra do Heroísmo, na Ilha Terceira, nos Açores.
Este antigo templo integra o conjunto do Solar de Nossa Senhora dos Remédios, também conhecido como Solar do Provedor das Armadas, uma vez que foi moradia do Provedor das Armadas, que se encontra classificado como Imóvel de Interesse Público desde 1980.

## História
A primitiva ermida foi erigida sob a invocação de Nossa Senhora dos Remédios, junto às casas que pertenceram aos descendentes de Pedro Anes do Canto, homem rico de que fala Francisco Ferreira Drumond e que por sua morte instituiu três vínculos.
Este templo foi construído por um filho daquele, António Pires do Canto, que também exerceu o cargo de Provedor das Armadas. SAMPAIO (1903) informa que não conseguiu precisar a data da construção desta ermida. No entanto, acrescenta: "como o dito António Pires do Canto tomou conta do morgadio que seu pai lhe largara em 1556 e faleceu em 1566; é muito provável que a ermida, que pertencia ao Solar da família Canto, (o Solar do Provedor das Armadas) fosse edificada naquela época". E prossegue, descrevendo-o:
"É de construção antiga, com uma só porta de entrada, e com um pequeno pórtico abobado. No interior, que é também de abóbada, nota-se ao fundo a capela-mór, onde se vê a Imagem de Nossa Senhora dos Remédios, tendo de um lado a Imagem de São Francisco, e do outro, a de São José Curpertino. No corpo da igreja, estão duas capelas ou altares: do lado do Evangelho, uma, com uma boa Imagem do Senhor Jesus da Agonia, e outra de Nossa Senhora do Rosário; do lado da Epistola, e fronteira àquela está uma outra capela com a Imagem de Santo António."
Atualmente o convento, ao qual a capela é anexa, não mais alberga o Orfanato do Beato João Batista Machado. Após o terramoto de 1980, que lhe causou extensos danos, o conjunto foi adquirido pelo Governo aos seus antigos proprietários, tendo sofrido intervenção de restauro.
O Solar dos Remédios e capela anexa encontram-se classificados como Imóvel de Interesse Público pela Portaria n.º 14/78, de 14 de Março, publicado no Jornal Oficial da região Autónoma dos Açores, I Série, n.º 6, alterada pela Resolução n.º 28/80, de 29 de Abril, classificação consumida por inclusão no conjunto classificado da Zona Central da Cidade de Angra do Heroísmo, conforme a Resolução n.º 41/80, de 11 de Junho, e artigo 10.º e alínea a) do artigo 57.º do Decreto Legislativo Regional n.º 29/2004/A, de 24 de Agosto.